# 马克斯·普朗克物理学研究所

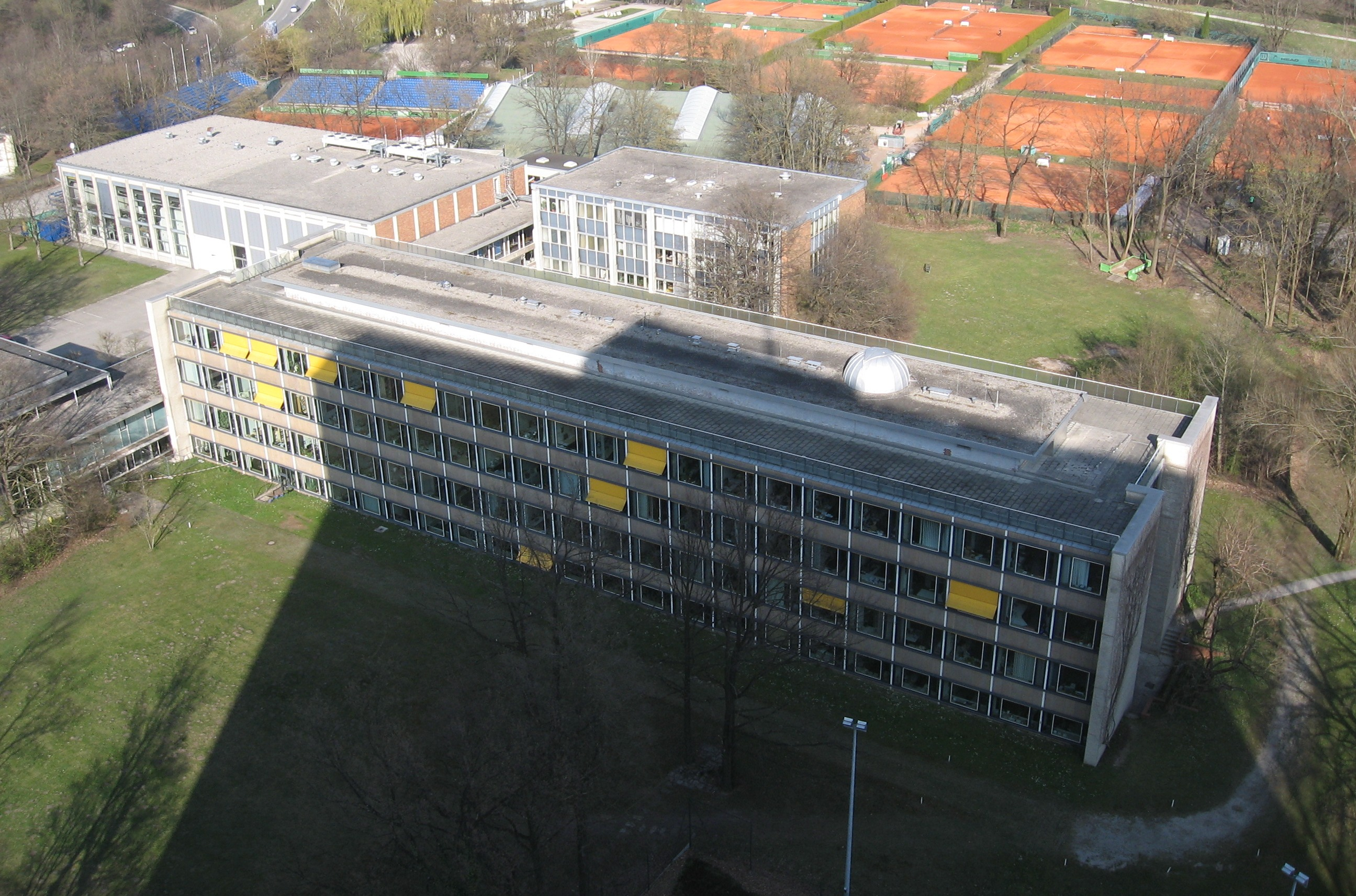
马普物理学研究所

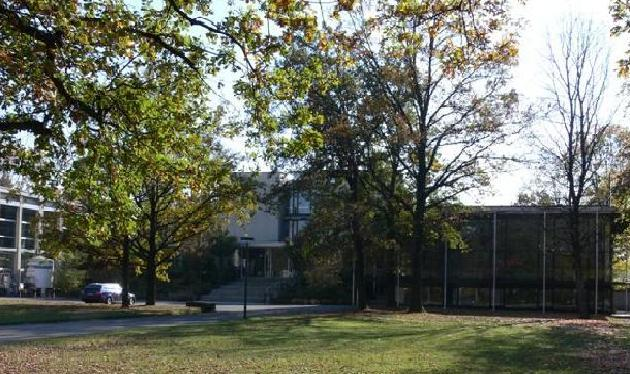
马普物理学研究所

马克斯·普朗克物理学研究所（德語：Max-Planck-Institut für Physik，缩写为MPP）是德国慕尼黑的一个物理学研究所，主要研究领域为高能物理、天体粒子物理学。该研究所为马克斯·普朗克学会的下属机构之一，又名海森堡研究所。

## 历史
1917年，威廉皇帝学会物理学研究所在柏林成立。爱因斯坦、普朗克、德拜都曾在该研究所任职。1958年，该研究所迁往慕尼黑。1991年，析置为马克斯·普朗克物理学研究所、马克斯·普朗克天体物理学研究所、马克斯·普朗克外空物理学研究所。